# Vraneštica
Vranesjtitsa (Macedonisch: Вранештица) is een voormalige gemeente in Noord-Macedonië.
Vranesjtitsa telde 1322 inwoners in 2002. De oppervlakte bedroef 109,13 km², de bevolkingsdichtheid is 12,1 inwoners per km².
In 2013 werd de gemeente opgeheven en opgenomen in de gemeente Kičevo.